# 니콜라스 쿠스투
니콜라스 쿠스투(Nicolas Coustou, 1658년 1월 9일~1733년 5월 1일)는 프랑스의 조각가이다. 당대 유명 조각가 앙투안 쿠아즈보의 조카로서 베르사유궁과 마를리궁 건설에 참여하며 많은 조각상과 부조를 남겼다.

## 생애
1658년 프랑스 왕국 리옹에서 아버지 프랑수아 쿠스투 (François Cousto)와 어머니 클로딘 쿠아즈보 (Claudine Coysevox)의 아들로 태어났다. 아버지는 목판화가로서 쿠스투가 어렸을 적 미술을 가르쳤다. 18세가 되던 1676년 파리로 건너간 쿠스투는 외삼촌 앙투안 쿠아즈보를 만났다. 쿠아즈보는 당시 신설된 왕립 회화 조각 아카데미 소속으로 쿠아즈보에게 조각을 가르쳤다.
1681년 쿠스토는 23세의 나이로 콜베르상 (로마대상)을 수상하였으며 로마 주재 프랑스 아카데미의 유학생이 되어 4년간 교육을 받을 수 있었다. 이후 왕립 회화 조각 아카데미의 학장 겸 총장으로 임명되었으며, 1700년부터는 쿠아즈보와 함께 마를리궁과 베르사유궁 건설에 참여하여 여러 조각상을 남겼다. 이 시기 쿠스투는 뛰어난 실력으로 주목받았으며 이탈리아 조각가 미켈란젤로와 알레산드로 알가르디의 영향을 받아 각자의 장점을 본받고자 노력하였다.
동생인 기욤 쿠스투와도 긴밀한 협업을 유지하였는데 기욤 쿠스투 역시 유명한 조각가이자 아카데미 감독관으로 활동했다. 두 사람이 각각 만든 조각을 하나의 작품으로 만든 경우도 있어서, 한 작가의 것으로 단정지을 수 없는 작품도 존재한다. 기욤 쿠스투의 아들 기욤 쿠스투 2세 역시 조각가로 활동했다.
이후 1733년 파리에서 75세의 나이로 사망했다.

## 대표작
쿠스트의 작품 가운데 프랑스 혁명기에 파괴된 경우도 있으나 현재까지도 많은 작품이 전해지고 있다. 가장 유명한 작품은 파리 튀일리 정원에 설치되었던 〈센강과 마른강〉, 〈베르제르 샤쇠르〉, 〈다프네를 쫓는 아폴로〉와 루브르 박물관에 소장된 부조 〈라인강을 건너는 루이 14세의 알레고리〉, 〈율리우스 카이사르의 모습을 한 루이 15세〉, 노트르담 대성당의 성가대 뒤에 있는 〈십자가에서 내려오심〉 등이 있다.
〈다프네를 쫓는 아폴로〉는 동생 기욤 쿠스투와의 합작으로, 동생이 다프네를, 형이 아폴로를 맡아 조각하여 하나의 조각군으로 내세운 작품이다. 1940년부터 루브르 박물관에 이관되었으며 2004년부터 2006년 사이에 복원 작업을 거쳤다.
- 보베 대성당의 포르뱅장송 추기경 무덤 대리석상 (1715년~)
- 브레스트의 〈멧돼지를 죽이는 멜레아그르〉 (Méléagre tuant un sanglier, 1706년)
- 리옹 벨쿠르 광장의 〈손강의 알레고리〉 (1720년) - 프랑수아프레데리크 르모의 루이 14세 석상과 같은 자리에 세워져 있다.
- 파리 노트르담 대성당 성가대의 〈십자가에서 내리심〉 조각군 (1713년~1715년)
- 파리 튀일리 정원의 〈센강과 마른강〉 - 루브르 박물관에 있는 원본의 사본.
- 파리 루브르 박물관 소장
  - 〈센강과 마른강〉 (La Seine et la Marne, 1712년)
  - 〈라인강을 건너는 루이 14세의 알레고리〉
  - 〈율리우스 카이사르〉 (Jules César) - 베르사유궁 조각상을 위한 테라코타 연구작
  - 〈율리우스 카이사르〉 (Jules César, 1696년) - 프랑수아 지라르동과 합작으로 만든 대리석상
  - 〈유피테르의 모습을 한 루이 15세〉 (Louis XV en Jupiter, 1731년) - 앙탱 공작의 의뢰로 제작.
  - 〈다프네를 뒤쫓는 아폴로상〉 (Apollon poursuivant Daphné, 1713년~1714년)
  - 〈프랑수아 루이 드 부르봉콩티의 장례용 조각상〉 (Monument funéraire du prince François Louis de Bourbon-Conti) - 과거 파리 6구의 생탕드레데자르 교회에 설치되었던 작품
  - 〈루이 14세의 흉상을 프랑스에 보여주는 건강의 신〉 (Le Dieu de la Santé Montrant à la France le Buste de Louis XIV, 1693년)
  - 〈보르게세의 검투사〉 (Le gladiateur Borghèse, 1683년) - 고대 로마 조각상의 테라코타 사본
  - 〈휴식을 취하는 사냥꾼〉 (1710년)
- 베르사유궁 정원의 〈헤라클레스의 모습을 한 콤모두스〉와 〈목욕하는 아폴로〉 (1705년~1706년)
- 베르사유궁 그랑 트리아농의 '왕의 침실' 처마 장식과 〈장바티스트 콜베르의 흉상〉 (1715년)
- 세뉼레 생마르샬 교회의 〈부활의 천사〉 (Ange de la Résurrection)

### 사진

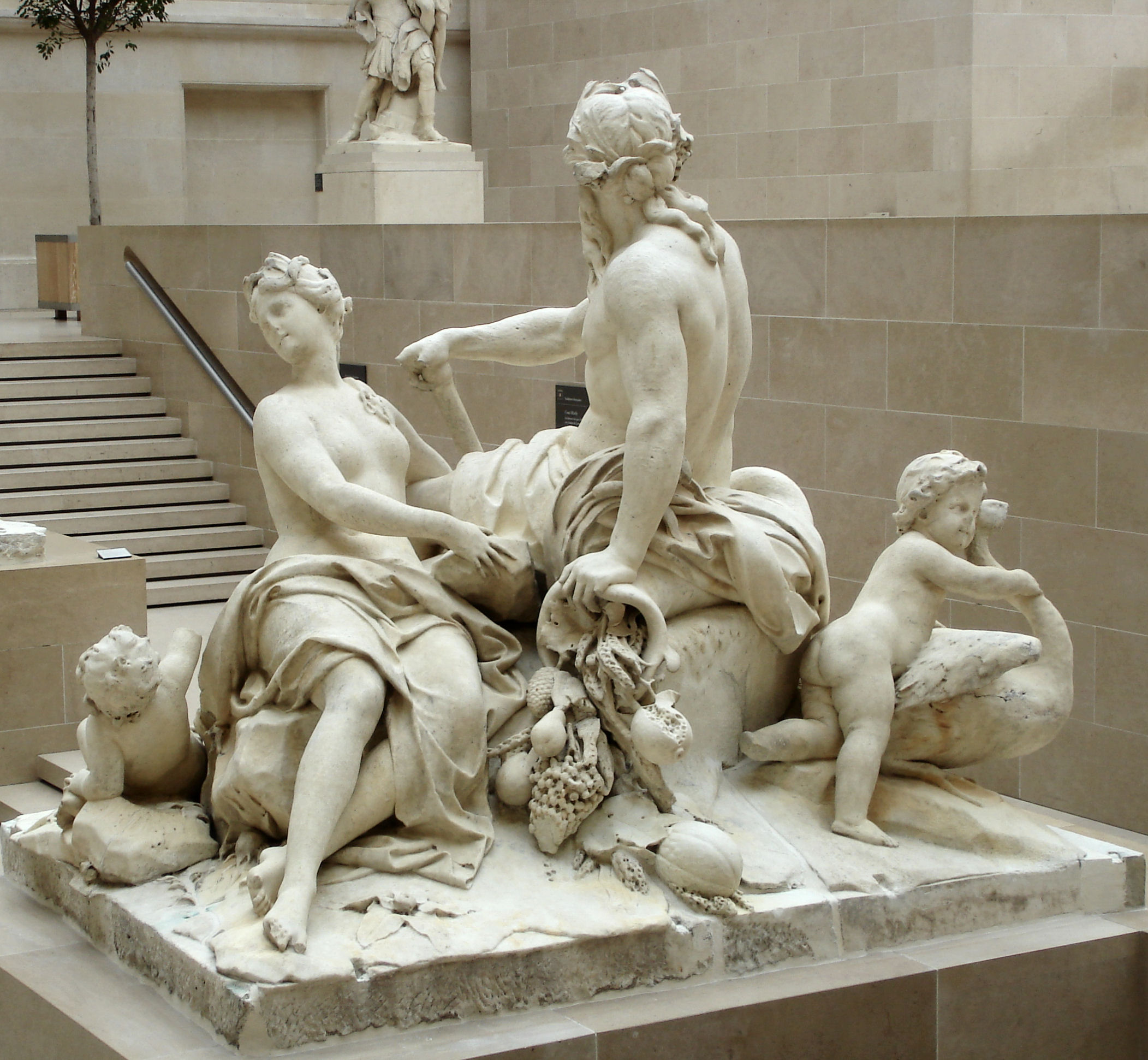
〈센강과 마른강〉 (1701년~1712년), 루브르 박물관 소장
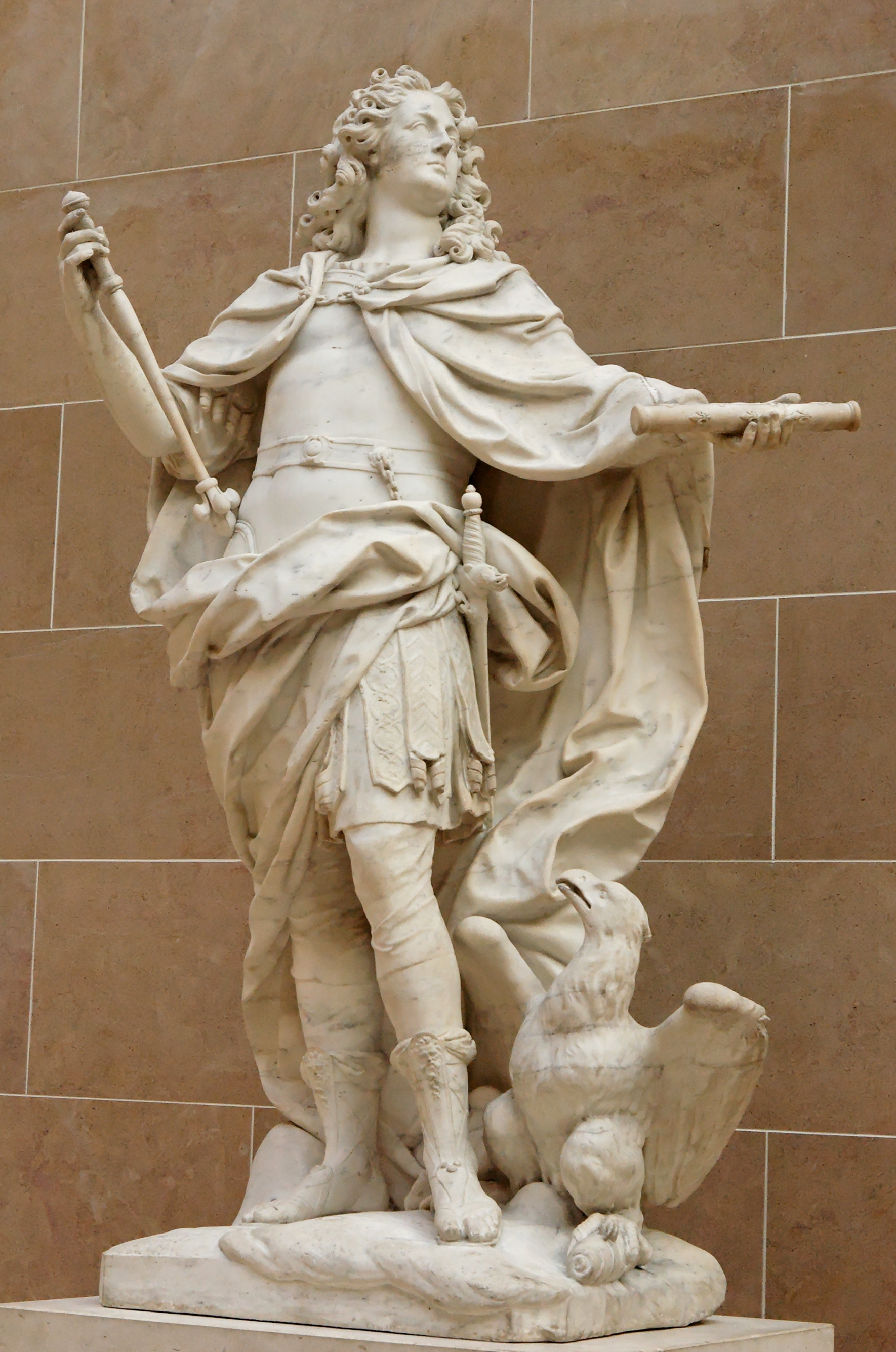
〈유피테르의 모습을 한 루이 15세〉(1731), 루브르 박물관 소장
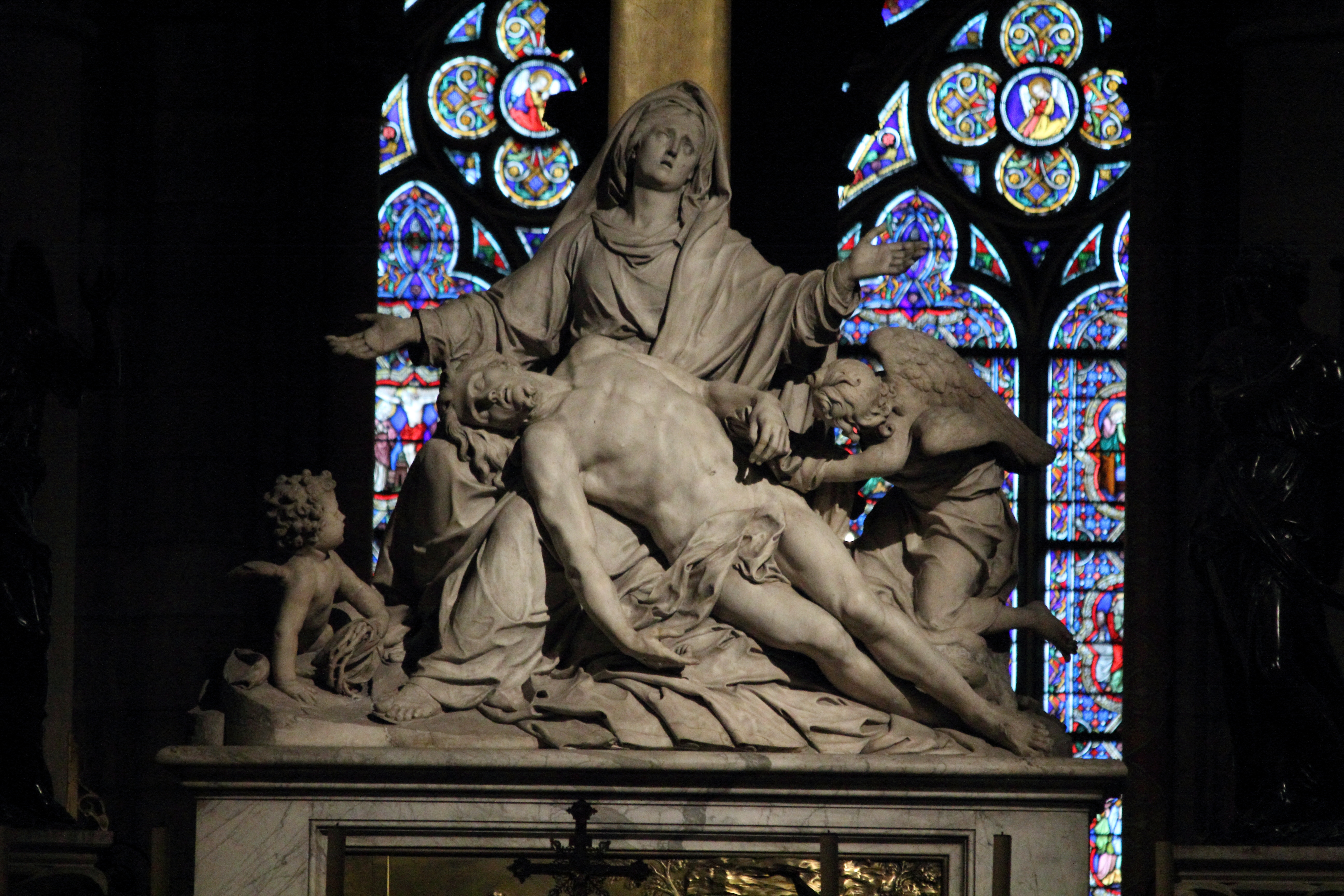
〈십자가에서 내려오심〉, 노트르담 대성당 소장
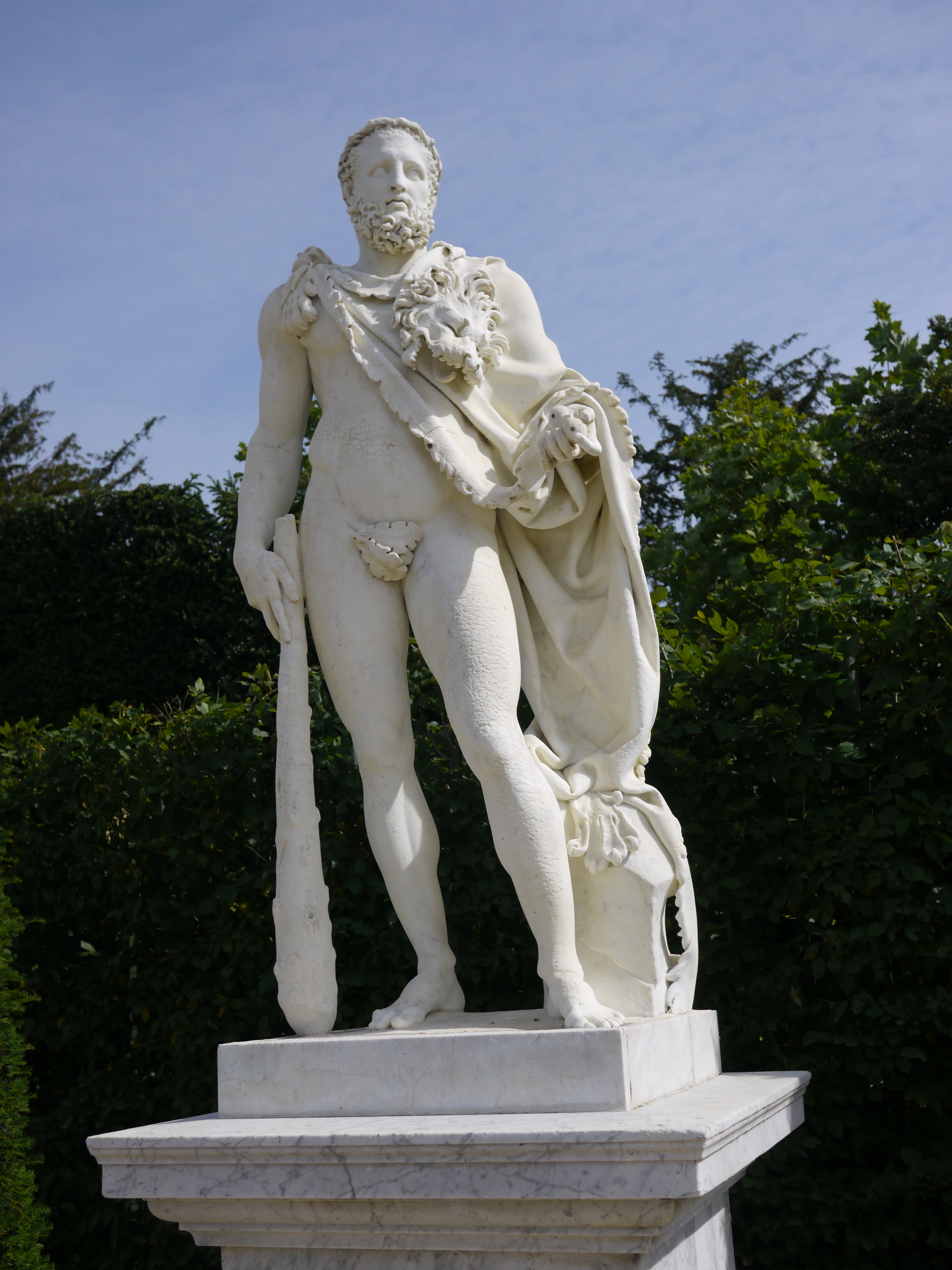
〈헤라클레스의 모습을 한 콤모두스〉, 베르사유궁 야외정원
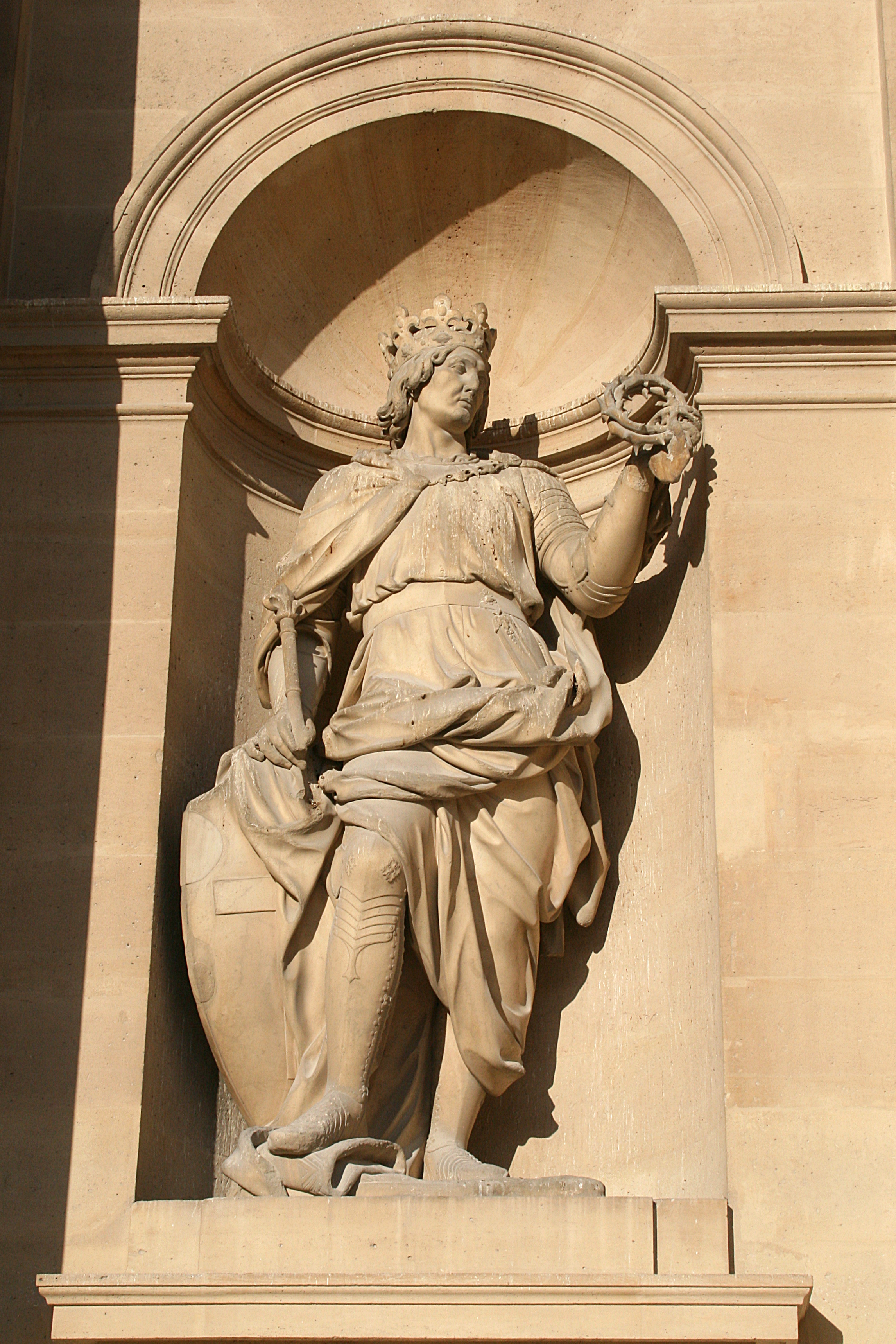
〈루이 10세상〉(1701년~1706년), 파리 앵발리드

## 참고문헌
- 본 문서에는 현재 퍼블릭 도메인에 속한 브리태니커 백과사전 제11판의 내용을 기초로 작성된 내용이 포함되어 있습니다. (p.336)

- Bresc-Bautier, Geneviève, ed. Les chasseurs de Marly, et les œuvres de Nicolas Coustou au musée du Louvre. Collection Solo, 61. Paris: Musée du Louvre, Somogy éditions d'art, 2015.
- Jacques Busse, "Coustou Nicholas." In Dictionnaire critique et documentaire des printres, sculpteurs, dessinateurs et graveurs." ["Bénézit"] Nouvelle édition. Paris: Éditions Gründ, 1999. Volume 4, pages 36–37. (English edition, Paris: 2006, volume 4, pages 93–95.)
- François Souchal. "Coustou" [family] (1) Nicholas Coustou. In Dictionary of Art. (London: Macmillan, 1996). Volume 8, pages 70–71.